# Братское кладбище (Ростов-на-Дону)

Схема братского кладбища.

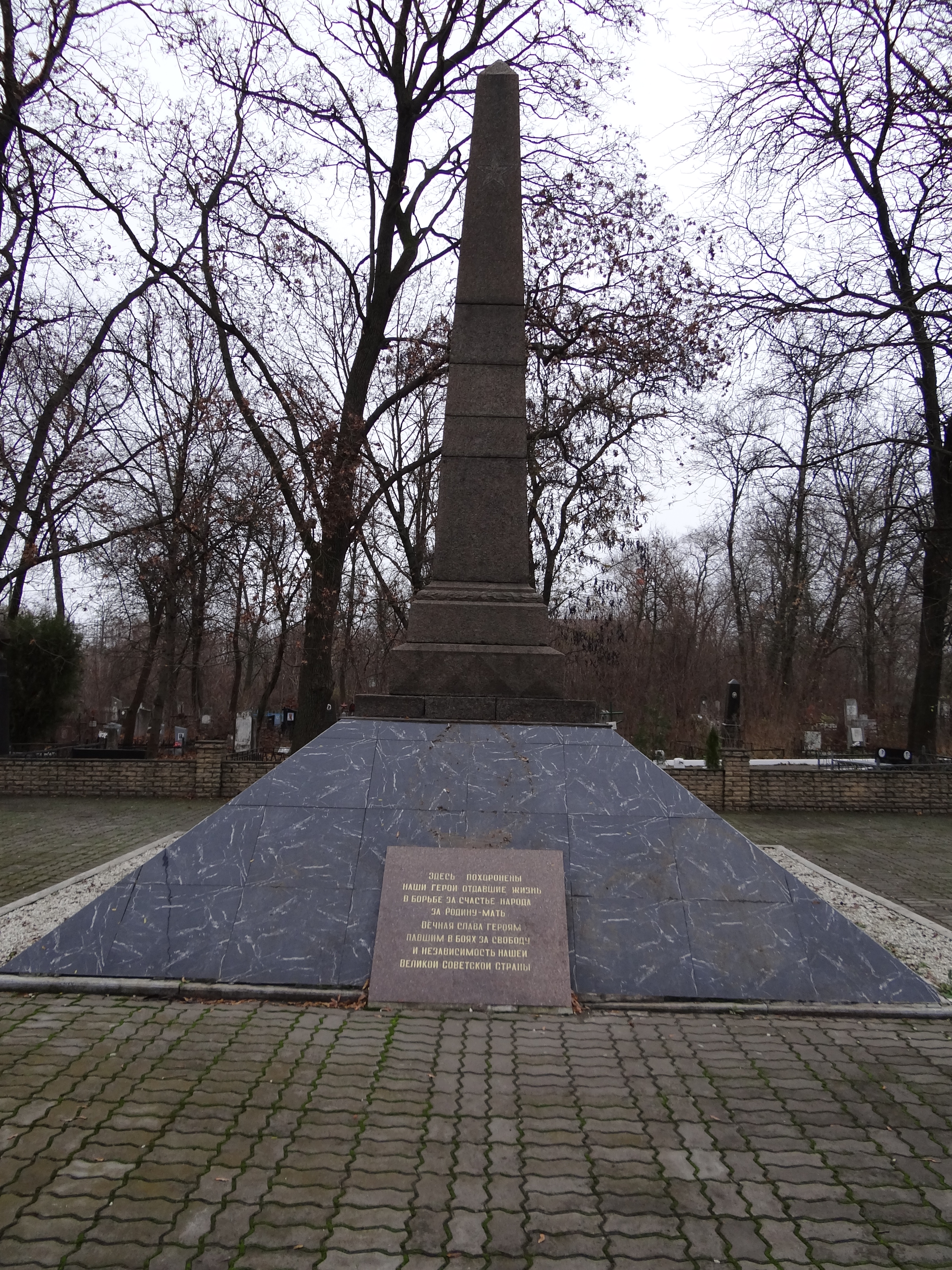
Памятник, павшим в боях в Великую Отечественную войну.

Бра́тское кла́дбище Ростова-на-Дону — кладбище в Ростове-на-Дону.

Памятник бойцам НКВД, павшим в боях в Великую Отечественную войну.

Памятник бойцам народного ополчения, павшим в боях в Великую Отечественную войну.

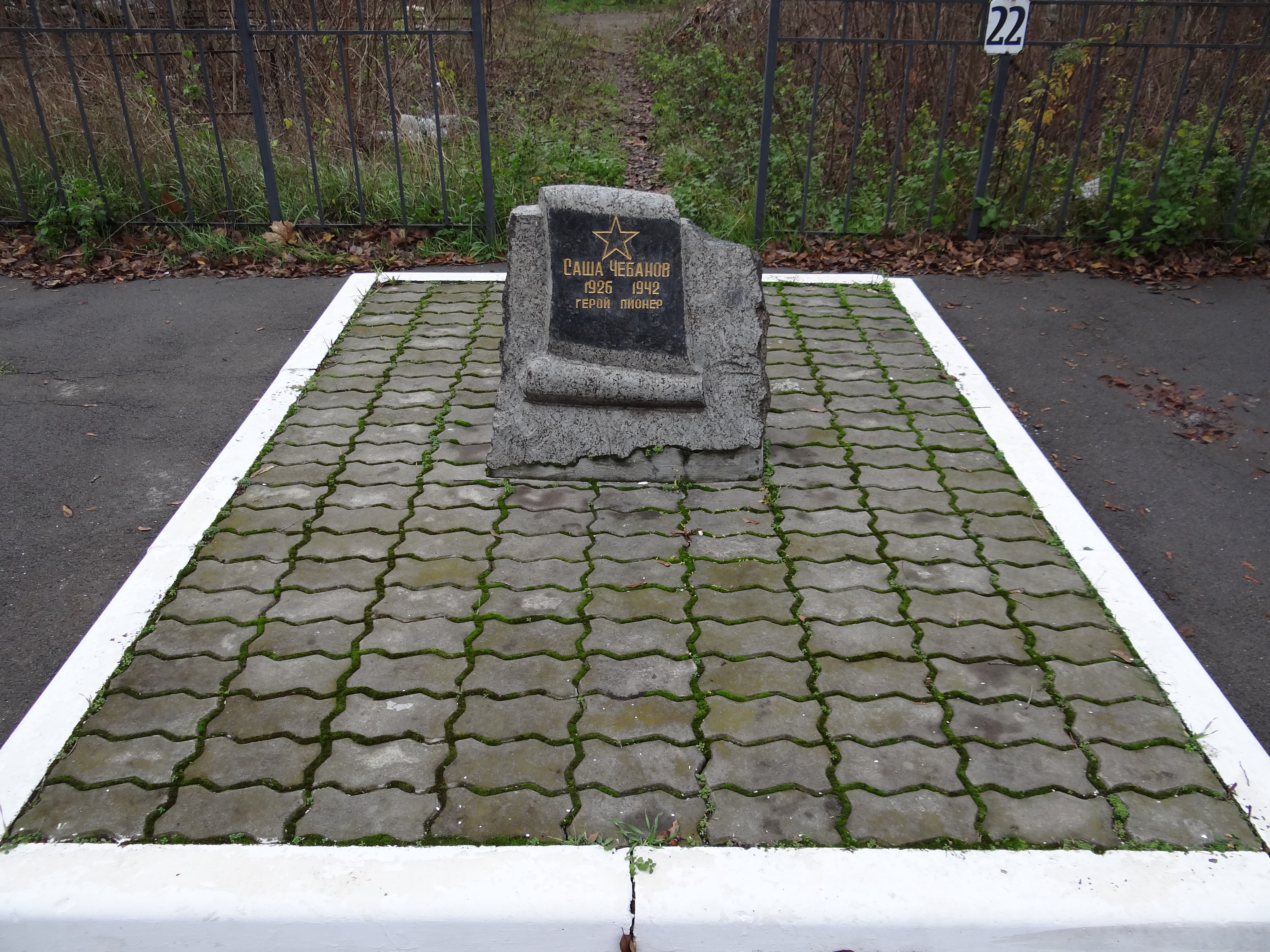
Памятник Александру Чебанову.

Памятник на могиле Капустина Бориса Владиславовича.

## История
Братское кладбище расположено в Кировском районе Ростова-на-Дону. Занимает площадь более 22 га.
С момента своего существования это кладбище, расположенное на городской окраине, считалось местом для захоронения бедноты, здесь располагались преимущественно братские (общие) могилы, откуда пошло его название.  
На Братском кладбище расположено несколько военных памятников, среди которых — могила героя-пионера Саши Чебанова,  
погибшего на фронте Великой Отечественной войны; памятник воинам Ростовского полка народного ополчения, погибшим в ноябре 1941 года;
памятник воинам 230-го полка НКВД, погибшим во время обороны Зелёного Острова.
Могила военного лётчика Капустина Бориса Владиславовича, ценой своей жизни спасший мирных жителей Западного Берлина от падающего самолёта.
С 1998 года на территории Братского кладбища возобновлены родственные захоронения. На кладбище находится храм Вознесения Господня, где проходят богослужения и отпевания усопших. С 2008 года проводятся большие работы по благоустройству этого исторического кладбища Ростова-на-Дону.

## Известные люди, похороненные на кладбище
Похороненные на Братском кладбище